# Tropaeolum purpureum
Tropaeolum purpureum är en krasseväxtart som beskrevs av Ellsworth Paine Killip. Tropaeolum purpureum ingår i släktet krassar, och familjen krasseväxter. Inga underarter finns listade i Catalogue of Life.